# Огнена диря
„Огнена диря“ е български игрален филм от 1946 година на режисьорите Борис Борозанов и Атанас Георгиев, по сценарий на Кирил Попов. Оператор е Георги Парлапанов.

## Сюжет
„Съдбоносна пролет над Балкана... Жажда за свобода... Бунтовникът кръстосва на шир балканските усои. Една случайна среща и неговите очи обагрят с пламък едно моминско сърце. Пламва една романтична любов под знака на бунта и изгаря в жертвеника на свободата... Подвиг на благородни сърца, който блести като огнена диря. Един филм от епохата на нашето възраждане. Един филм със съвършени технически постижения.“
```
В. „Изгрев“, бр. 494, 18.05.1946
```

## Актьорски състав
- Любен Желязков – Боян Стремски
- Мария Стоянова – Цвета
- Никола Попов – Чорбаджи Христо
- Петър Витанов – Али Чауш
- Стефан Петров – Бай Велко
- Милка Сейменкова – Чорбаджи Христовица
- Любен Георгиев – Първан
- Христо Серафимов – Кольо
- Генчо Димитров – Пеньо
- Зоя Шаранкова – Митовица
- Райна Колева – Неновица
- Вера Андреева – Пена
- Христо Руков – Милчо
- Атанас Георгиев – Един съзаклятник